# Los Angeles FC
Los Angeles FC, často nazývané jako LAFC, je americký fotbalový klub z Los Angeles působící v severoamerické Major League Soccer.

## Historie
Tři dny po rozpuštění CD Chivas USA vedení MLS potvrdilo expanzi ligy o další tým z Los Angeles. V září 2015 bylo oznámeno, že nově vzniklý tým se bude jmenovat Los Angeles FC. V červenci 2017 byl Bob Bradley představen jako první trenér tým. Prvním „Designated Player“ (tj. hráčem nad rámcem platového stropu) se stal mexický forvard Carlos Vela z Realu Sociedad.
První utkání v MLS LAFC odehrál 4. března 2018 proti Seattlu, po gólu Diega Rossiho (asistoval Vela) si odvezli výhru 1:0. První porážka přišla v derby proti místnímu rivalovi Los Angeles Galaxy, za které dva góly vstřelil hvězdný švédský útočník Zlatan Ibrahimović. Galaxy zvítězili 4:3 i přesto, že LAFC v zápase vedlo 0:3 a LAFC se stalo druhým týmem v historii, který prohrál utkání MLS navzdory vedení o tři góly. V základní části sezony 2018 LAFC nasbírali 57 bodů, což je rekord v premiérové sezoně týmu. Předchozí rekord drželo Chicago Fire v sezoně 1998, které nasbíralo 56 bodů (shodou okolností bylo Chicago tehdy vedeno Bobem Bradleym, který v sezoně 2018 trénoval právě LAFC). V playoff ale vypadli už v prvním kole proti Real Salt Lake.

## Soupiska
| Číslo |           | Pozice | Hráč                                    |
| ----- | --------- | ------ | --------------------------------------- |
| 1     | Francie   | B      | Hugo Lloris                             |
| 2     | Mexiko    | O      | Omar Campos                             |
| 3     | Kolumbie  | O      | Jesús David Murillo                     |
| 4     | Kolumbie  | O      | Eddie Segura                            |
| 6     | Španělsko | Z      | Ilie Sánchez (captain)                  |
| 11    | USA       | Z      | Timothy Tillman                         |
| 13    | Uruguay   | Ú      | Cristian Olivera                        |
| 14    | Španělsko | O      | Sergi Palencia                          |
| 15    | Itálie    | O      | Lorenzo Dellavalle                      |
| 18    | USA       | Z      | Erik Dueñas (HG)                        |
| 19    | Polsko    | Z      | Mateusz Bogusz                          |
| 20    | Kolumbie  | Z      | Eduard Atuesta (on loan from Palmeiras) |
| 21    | Kolumbie  | Ú      | Tomás Ángel                             |

| Číslo |              | Pozice | Hráč               |
| ----- | ------------ | ------ | ------------------ |
| 22    | Mexiko       | B      | Abraham Romero     |
| 23    | Sierra Leone | Ú      | Kei Kamara         |
| 24    | USA          | O      | Ryan Hollingshead  |
| 25    | Lucembursko  | O      | Maxime Chanot      |
| 27    | Salvador     | Ú      | Nathan Ordaz (HG)  |
| 30    | Venezuela    | Ú      | David Martínez     |
| 33    | USA          | O      | Aaron Long         |
| 36    | USA          | Z      | Tommy Musto        |
| 55    | USA          | Z      | Bajung Darboe (HG) |
| 91    | Německo      | Ú      | Luis Müller        |
| 99    | Gabon        | Ú      | Denis Bouanga (DP) |
|       | Kanada       | B      | Thomas Hasal       |
|       | Francie      | Ú      | Olivier Giroud     |

Pro sezonu 2020
| Číslo |            | Pozice | Hráč              |
| ----- | ---------- | ------ | ----------------- |
| 1     | Nizozemsko | B      | Kenneth Vermeer   |
| 2     | USA        | O      | Jordan Harvey     |
| 4     | Kolumbie   | O      | Eddie Segura      |
| 5     | Kanada     | O      | Dejan Jakovic     |
| 6     | Brazílie   | O      | Danilo Silva      |
| 7     | Ghana      | Z      | Latif Blessing    |
| 8     | Uruguay    | Z      | Francisco Ginella |
| 9     | Uruguay    | Ú      | Diego Rossi       |
| 10    | Mexiko     | Ú      | Carlos Vela       |
| 11    | Ekvádor    | Z      | José Cifuentes    |
| 12    | Ekvádor    | O      | Diego Palacios    |
| 13    | Libye      | O      | Mohamed El Monir  |

| Číslo |          | Pozice | Hráč                    |
| ----- | -------- | ------ | ----------------------- |
| 14    | Kanada   | Z      | Mark-Anthony Kaye       |
| 15    | USA      | Z      | Alejandro Guido         |
| 16    | USA      | Ú      | Danny Musowski          |
| 17    | Uruguay  | Ú      | Brian Rodríguez         |
| 19    | USA      | Z      | Bryce Duke              |
| 20    | Kolumbie | Z      | Eduard Atuesta          |
| 23    | Mexiko   | B      | Pablo Sisniega          |
| 26    | USA      | Ú      | Adrien Perez            |
| 27    | USA      | O      | Tristan Blackmon        |
| 40    | USA      | B      | Phillip Ejimadu         |
| 66    | Anglie   | Ú      | Bradley Wright-Phillips |
| 99    | Norsko   | Ú      | Adama Diomande          |

## Umístění v jednotlivých sezonách
| Major League Soccer (2018 – ) |                     |    |    |   |   |      |                     |            |             |             |
| Sezóna                        | Liga                | Z  | V  | R | P | Body | Pozice (liga/konf.) | Play-off   | Pohár       | Liga mistrů |
| 2018                          | Major League Soccer | 34 | 16 | 9 | 9 | 57   | 5. / 3.             | 1. kolo    | Semifinále  | —           |
| 2019                          | Major League Soccer | 34 | 21 | 4 | 9 | 72   | 1. / 1.             | Semifinále | Čtvrtfinále | —           |

## Úspěchy
- 1× MLS Cup (2022)
- 2× Supporters' Shield (2019, 2022)